# Chiesa di San Giovanni (Magonza)
La chiesa di San Giovanni (in tedesco Johanniskirche) si trova più in basso della Cattedrale nel centro storico di Magonza, in Germania. Questa chiesa, avente 1100 anni, fu la prima sede episcopale del vescovo di Magonza ed è la chiesa più antica della città,   la più antica cattedrale della Germania e l'unico edificio conservato delle cattedrali della tarda epoca carolingia e dei primi tempi ottoniani in Germania. 

## Storia
La chiesa è prevalentemente carolingia, ma le aggiunte esterne, lungo i secoli, hanno portato alla comparsa di varie influenze architettoniche. Ha una pianta a tre navate e si trova oggi sotto il patrocinio di Giovanni Battista. Si può presumere che la chiesa fosse inizialmente dedicata a Martino di Tours, poiché Martin è il santo patrono della diocesi cattolica di Magonza, poi a San Salvatore, consacrata nel 911 dall'arcivescovo Hatto I e servì da cattedrale per il vescovo di Magonza fino alla nomina di Villigiso di Magonza ad arcivescovo di Magonza nel 975.  È documentato che l'arcivescovo Erkanbald fu sepolto in questa prima cattedrale. Nel 2019, è stato aperto un sarcofago per ottenere maggiori informazioni sulla storia antica della diocesi di Magonza,  e da allora in poi si è indagato se si tratti dei resti del chierico Erkanbald, sepolto nel 1021, ha dichiarato il direttore della ricerca Guido Faccani. 

## Costruzione
L'edificio della chiesa risale al primo Medioevo e la costruzione dell'area principale iniziò nel VII secolo. Nel seminterrato gli archeologi hanno rinvenuto due sepolture. Lo scheletro contenuto in una fossa risale probabilmente alla prima fase, cioè al VII secolo. ″Non è un vescovo, perché un vescovo sarebbe stato sepolto nell'area dell'Abbazia di Sant'Albano.″  L'edificio successivo mantenne la pianta di quello originario. Knöchlein ipotizza che, poiché anche i precedenti edifici erano stati edificati in pietra, cosa insolita per il periodo post-romano, i primi cristiani di Magonza dovevano pregare in un edificio civile sito vicino al Foro o sulle fondamenta di un antico tempio. 
La chiesa di Hatto è una delle poche restanti chiese tardo carolingie. Fu costruita come una basilica, la sua ampia navata centrale è più alta delle più strette laterali. L'edificio fu progettato come una struttura a doppio coro in direzione est-ovest. Hatto utilizzò parzialmente i resti delle mura del primo edificio visto che ci sono resti integrati nella nuova chiesa. In altre parti invece venne completamente demolita. Gli archeologi ritengono che si sia trattato di una demolizione e ricostruzione pianificata, probabilmente una transizione graduale.  Un fatto è che il livello del suolo è aumentato di 2,60 metri dai tempi di Hatto, ed è costituito da detriti di muratura solida. L'attuale livello del piano è probabilmente il settimo dalla prima edificazione.  Quando gli scienziati dell' Institut für Europäische Kunstgeschichte dell'Università di Heidelberg raschiarono l'intonaco del muro, incontrarono in alcuni punti ancora la muratura di tufo alta nove metri del VI o VII secolo. 
Ad est la sala del coro è larga come la navata. Le pareti laterali del coro est sono aperte da due finestroni ad arco e da finestre rotonde sovrastanti (i cosiddetti Oeil-de-boeuf). Ad ovest del coro confluisce una navata rettangolare fiancheggiata da strette navate.